# Tauala lepidus
Tauala lepidus là một loài nhện trong họ Salticidae.
Loài này thuộc chi Tauala. Tauala lepidus được Fred R. Wanless miêu tả năm 1988.